# Alena Kaufman
Alena Kaufman, (ryska:Алена Владимировна Кауфман), född den 30 juni 1987 är en rysk längdåkare och skidskytt som har vunnit två guldmedaljer i 
Paralympiska vinterspelen 2014 i Sotji för 6- respektive 10 kilometerslopp. 12 mars 2014 blev hon gratulerad av Rysslands president Vladimir Putin för att hon vunnit brons i 1 km längdskidåkning. Hon har också tidigare vunnit en guldmedalj i 2006 och en bronsmedalj i Paralympiska vinterspelen 2010.

## Familj
Kaufman är gift med Mark Kaufman och de har en dotter.

## Meriter
- Guld vid paralympiska vinterspelen 2006, skidskytte 7,5 km stående